# Купуния, Бабуши Самсонович
Бабуши Самсонович Купуния (5 сентября 1925 года, село Ахалсопели, Зугдидский уезд, ССР Грузия — 23 сентября 2007 года, Москва) — звеньевой колхоза имени Берия Зугдидского района, Грузинская ССР. Герой Социалистического Труда (1951).

## Биография
Родился в 1925 году в крестьянской семье в селе Шрома Ахалсопели Зугдидского уезда. Окончил местную среднюю школу, после которой трудился рядовым колхозником в колхозе имени Берия (с 1953 года — имени Ленина) Зугдидского района. Председателем этого колхоза был Антимоз Михайлович Рогава. В послевоенные годы возглавлял комсомольско-молодёжное звено чаеводов.
В 1950 году звено под его руководством собрало 10544 килограммов зелёного чайного листа на участке 2,5 гектаров. Указом Президиума Верховного Совета СССР от 1 сентября 1951 года удостоен звания Героя Социалистического Труда за «получение в 1950 году высоких урожаев сотового зелёного чайного листа при выполнении колхозом обязательных поставок и контрактации сельскохозяйственной продукции, натуроплаты за работу МТС и обеспеченности семенами всех культур для весеннего сева 1951 года» с вручением ордена Ленина и золотой медали «Серп и Молот» (№ 6177).
Трудился в колхозе до выхода на пенсию. В последние годы своей жизни проживал в Москве. Умер в 2007 году.